# Acacia bynoeana
Acacia bynoeana é uma espécie de leguminosa do gênero Acacia, pertencente à família Fabaceae.